# Głuchołazy
Głuchołazy (udtale: [gwuxo'wazɨ] Gu-ho-wah-zi; tysk: Ziegenhals) er en by i den sydvestlige del af voivodskabet Opole i det sydlige Polen. Byen har 13.143(2021) indbyggere og et areal på	6,83 km². Den er en del af powiatet (amt) Nysa, og ligger tæt ved grænsen til Tjekkiet. Byen ligger i den historiske region Nedre Schlesien- på de nordlige skråninger af Opawskie-bjergene, i Biała-flodens dal.

## Historie
Bosættelsen i det bispelige Hertugdømmet Nysa i det Piast regerede Polen blev etableret omkring 1220 af biskop Wawrzyniec af Wrocław, som inviterede tyske bosættere til at bygge en højborg mod de truende styrker fra Přemyslid markgreve Vladislaus 3. af Mæhren, bror til kong Ottokar 1. af Bøhmen. Det blev givet stadsrettigheder mellem 1220 og 1249.
Stedet blev hurtigt et vigtigt sted for jern og guldudvinding, senere drevet af Thurzó- og Fugger-familierne. I midten af det 14. århundrede blev forsvarsmure og tårn rejst. Byen blev ødelagt i 1428 under Hussitterkrigene. I 1445 overgik det til hertugdømmet Głogówek under den lokale polske hertug Bolko 5. hussitten og i 1450 blev det igen reintegreret med Hertugdømmet Nysa, og forblev en del af det i de følgende århundreder.
Byen blev plyndret under Trediveårskrigen (1618–1648). Efter Første Schlesienkrig og Breslau-traktaten i 1742 blev hrtugdømmet Nysa opdelt og Głuchołazy blev en Preussisk grænseby, mens det tilstødende område omkring Zlaté Hory forblev med Østrigsk Schlesien. I 1834 led byen en brand, og i de følgende årtier blev store dele af middelaldermurene revet ned. I det 19. århundrede blev det en kurby.

## Gallery
- Sankt Lawrence kirke set fra torvet
- Tårnet ved Øvre port, en rest af de middelalderlige forsvarsmure
- Centrum
- Gågade i den gamle bydel
- Forår i Kurparken
- Villaer i kurdistriktet
- Jernbanestation